# Aleksandr Kostogłod
Aleksandr Wiktorowicz Kostogłod, ros. Александр Викторович Костоглод  (ur. 31 maja 1974 w Rostowie nad Donem) – rosyjski kajakarz, trzykrotny medalista olimpijski, sześciokrotny mistrz świata.
Startował na czterech igrzyskach olimpijskich (1992, 2000, 2004, 2008). Zdobywca srebrnego medalu w igrzyskach olimpijskich w Pekinie w 2008 roku w kanadyjkach dwójkach (z Siergiejem Uleginem) na dystansie 500 m. Cztery lata wcześniej, w Atenach startując z Aleksandrem Kowalowem zdobył srebrny i brązowy medal olimpijski na dystansie 1000 i 500 m.
Jest osiemnastokrotnym medalistą mistrzostw świata, w zdobywcą sześciu złotych medali (1994-2006). Był też zdobywcą dwóch złotych i srebrnego medalu mistrzostw świata w 2003 roku, jednak po przeprowadzonej kontroli antydopingowej, w wyniku której u Siergieja Ulegina stwierdzono pozytywny wynik testu, uzyskane przez niego wyniki anulowano.